# Abdurrahim Buza

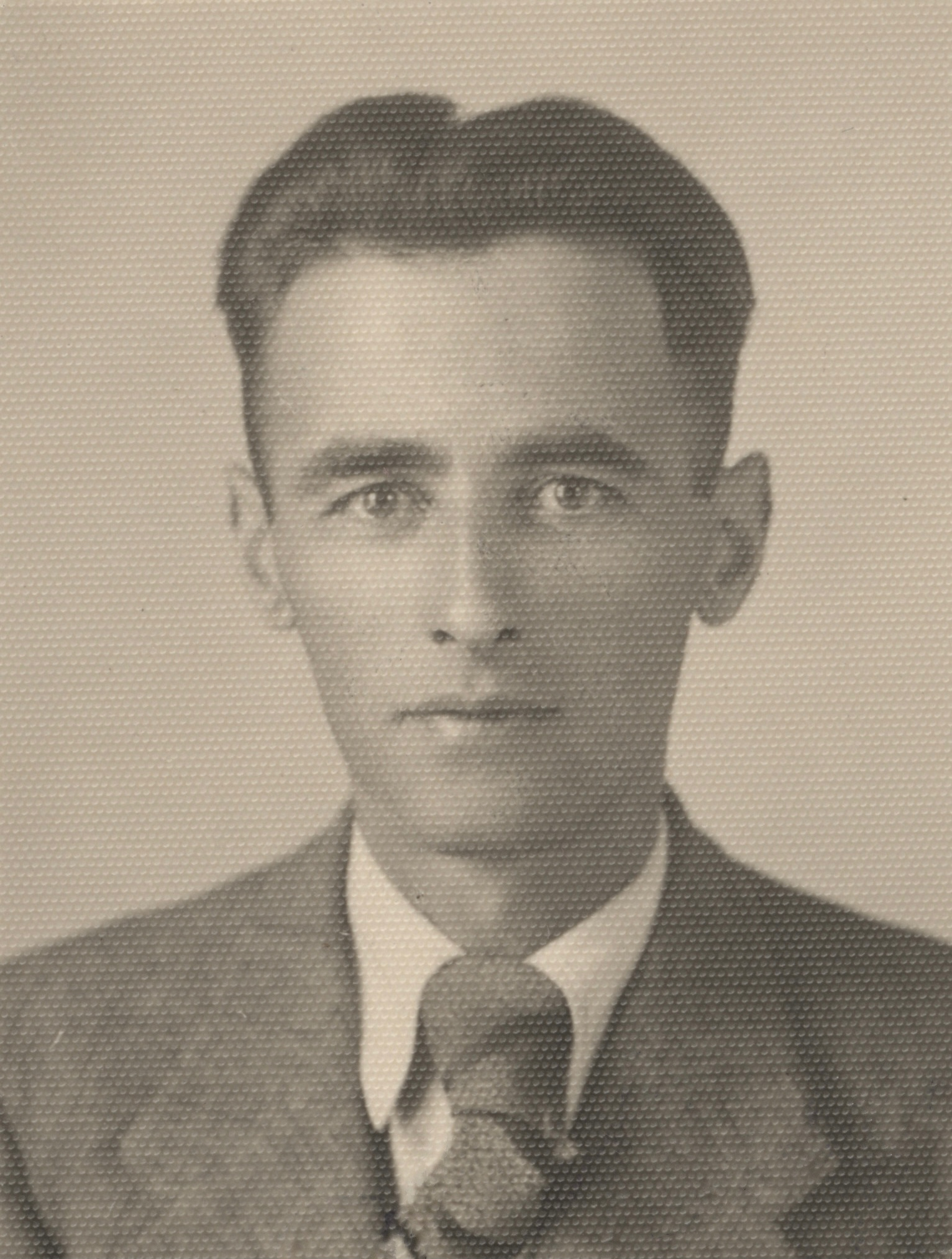
Buza in den 30er Jahren

Abdurrahim Buza (* 22. Dezember 1905 in Skopje, Osmanisches Reich, heute Nordmazedonien; † 7. November 1986, Tirana, Albanien) war ein albanischer Maler und Hochschullehrer.

## Leben
Buza wuchs, nachdem er im Alter von neun Jahren seine Eltern verloren hatte, in deren Heimat Gjakova im Kosovo auf. Nachdem er nach Albanien gegangen war, erhielt er mit der Hilfe von Bajram Curri seine erste Ausbildung in Shkodra. Er besuchte anschließend in Tirana die heutige Qemal Stafa Oberschule und in den Jahren von 1923 bis 1928 die Shkolla Normale in Elbasan. Während seiner Schulzeit dort nahm er aktiv an der sogenannten Demokratischen Revolution des Juni 1924 teil, die mit serbischer Hilfe unter anderem durch Ahmed Zogu unterdrückt wurde.
Die albanische Regierung gewährte Buza nach dem Schulabschluss ein Stipendium zum Studium der Künste in Italien. Zusammen mit dem Bildhauer Odhise Paskali besuchte er ein Jahr lang die Accademia Albertina in Turin und studierte auch bei Ferro Milone. Er setzte danach bis 1933 seine Studien im Fach Malerei an der Accamemia di Belle Arti in Florenz fort. Zu seinen Lehrern in Florenz gehörte unter anderen Galileo Chini. Sein Abschluss erfolgte in den Fächern Monumentale und Dekorative Malerei.
Buza wurde nach seiner Rückkehr nach Albanien Lehrer für das Fach Zeichnen an der Harry Fultz-Oberschule und gründete mit dem albanischen Maler A. Kushi, dem Bildhauer Odhise Paskali und dem italienischen Maler Mario Ridola die erste Schule für die Künste in Albanien, die Drawing Artistic School in Tirana. Er unterrichtete an dieser Schule und war weiterhin als Maler tätig. 1935 zeigte er zum ersten Mal in Albanien nackte Menschen. Dies war eine Sensation, da Nacktheit damals in Albanien noch als unmoralisch galt und gesellschaftlich nicht akzeptiert wurde.
Buzas erste bedeutende Ausstellung erfolgte nach dem Zweiten Weltkrieg im April 1945. Er illustrierte im gleichen Jahr das erste Lehrbuch für Grundschulen in albanischer Sprache. Seit 1947 war er bis zu seiner Pensionierung im Jahre 1966 Lehrer an der Kunstlyzeum „Jordan Misja“ in Tirana. Er malte und zeichnete bis ins hohe Alter. Seine Gemälde werden heute unter anderem in der Nationalgalerie der Künste in Tirana gezeigt.

## Auszeichnungen
- 1960: Verdienstvoller Maler.
- 1978: Maler des Volkes.